# Майк и Молли
«Майк и Мо́лли» (англ. Mike & Molly) — американский ситком, созданный Марком Робертсом. Робертс и Чак Лорри являются исполнительными продюсерами. Премьера сериала на CBS состоялась 20 сентября 2010 года.
12 января 2016 года CBS официально объявил о закрытии сериала после шестого сезона.

## Сюжет
Действие сериала происходит в Чикаго, штат Иллинойс. Майк Биггс, полицейский, и Молли Флинн, учительница начальных классов, посещают собрания анонимных обжор, где встречают друг друга. Напарник Майка, офицер Карл МакМиллан, любит подшучивать над весом друга, однако всячески поддерживает его в стремлении сбросить лишние килограммы.
Жизнь Молли происходит в постоянных искушениях: сбросить вес ей зачастую мешают её мать Джойс и сексуальная сестра Виктория, которые не имеют проблем с фигурой и могут себе позволить многое в плане еды. Майку также приходится сталкиваться с искушением в закусочной, которую они часто посещают с напарником. Любовь к еде и желание сбросить вес делают двух героев отличной парой.

## В ролях
| Актёр                | Персонаж                 | Сезоны       | Сезоны       | Сезоны    | Сезоны    | Сезоны    | Сезоны    |
| Актёр                | Персонаж                 | 1            | 2            | 3         | 4         | 5         | 6         |
| -------------------- | ------------------------ | ------------ | ------------ | --------- | --------- | --------- | --------- |
| Билли Гарделл        | Майкл «Майк» Биггс       | Регулярно    | Регулярно    | Регулярно | Регулярно | Регулярно | Регулярно |
| Мелисса Маккарти     | Молли Флинн              | Регулярно    | Регулярно    | Регулярно | Регулярно | Регулярно | Регулярно |
| Рено Уилсон          | Карлтон «Карл» МакМиллан | Регулярно    | Регулярно    | Регулярно | Регулярно | Регулярно | Регулярно |
| Кэти Миксон          | Виктория Флинн           | Регулярно    | Регулярно    | Регулярно | Регулярно | Регулярно | Регулярно |
| Свуси Кёрц           | Джойс Моранто            | Регулярно    | Регулярно    | Регулярно | Регулярно | Регулярно | Регулярно |
| Ньямби Ньямби        | Сэмюэл                   | Регулярно    | Регулярно    | Регулярно | Регулярно | Регулярно | Регулярно |
| Луис Мустилльо       | Винсент «Винс» Моранто   | Регулярно    | Регулярно    | Регулярно | Регулярно | Регулярно | Регулярно |
| Ронди Рид            | Маргарет «Пегги» Биггс   | Регулярно    | Регулярно    | Регулярно | Регулярно | Регулярно | Регулярно |
| Клео Кинг            | Розетта МакМиллан        | Регулярно    | Регулярно    | Регулярно | Регулярно | Регулярно | Регулярно |
| Дэвид Энтони Хиггинс | Гарри                    | Периодически | Периодически | Регулярно | Регулярно | Регулярно | Регулярно |

Примечания
↑  1. Второстепенная роль с 1 по 14 эпизод первого сезона.

↑  2. Второстепенная роль с 1 по 15 эпизод первого сезона.

↑  3. Гостевая роль с 1 по 5 эпизод первого сезона.

## Эпизоды
| Сезон | Сезон | Эпизоды | Оригинальная дата показа | Оригинальная дата показа | Рейтинг Нильсена | Рейтинг Нильсена   |
| Сезон | Сезон | Эпизоды | Премьера сезона          | Финал сезона             | Ранк             | Зрители (миллионы) |
| ----- | ----- | ------- | ------------------------ | ------------------------ | ---------------- | ------------------ |
|       | 1     | 24      | 20 сентября 2010         | 16 мая 2011              | 35               | 11,14              |
|       | 2     | 23      | 26 сентября 2011         | 14 мая 2012              | 31               | 11,51              |
|       | 3     | 23      | 24 сентября 2012         | 30 мая 2013              | 37               | 10,22              |
|       | 4     | 22      | 4 ноября 2013            | 19 мая 2014              | 33               | 9,58               |
|       | 5     | 22      | 8 декабря 2014           | 18 мая 2015              | 44               | 9,91               |
|       | 6     | 13      | 6 января 2016            | 16 мая 2016              | 51               | 8,46               |

## Приём критиков
Шоу получило смешанные отзывы критиков с начальным счётом 63 из ста от Metacritic.

## Рейтинги
| Сезон | Время показа (ET)                                              | Кол-во эпизодов | Премьера сезона  | Премьера сезона        | Финал сезона | Финал сезона           | ТВ сезон | Ранк | Зрители США (миллионы) |
| Сезон | Время показа (ET)                                              | Кол-во эпизодов | Дата             | Зрители США (миллионы) | Дата         | Зрители США (миллионы) | ТВ сезон | Ранк | Зрители США (миллионы) |
| ----- | -------------------------------------------------------------- | --------------- | ---------------- | ---------------------- | ------------ | ---------------------- | -------- | ---- | ---------------------- |
| 1     | Понедельник 21:30 (2010-11) Понедельник 21:00 (11 апреля 2011) | 24              | 20 сентября 2010 | 12,23                  | 16 мая 2011  | 8,64                   | 2010-11  | #35  | 11,14                  |
| 2     | Понедельник 21:30                                              | 23              | 26 сентября 2011 | 13,86                  | 14 мая 2012  | 11,79                  | 2011-12  | #31  | 11,51                  |
| 3     | Понедельник 21:30                                              | 23              | 24 сентября 2012 | 9,45                   | 30 мая 2013  | 8,01                   | 2012-13  | #37  | 10,22                  |
| 4     | Понедельник 21:00                                              | 22              | 4 ноября 2013    | 9,22                   | 19 мая 2014  | 7,05                   | 2013-14  | #33  | 9,58                   |
| 5     | Понедельник 20:30                                              | 22              | 8 декабря 2014   | 8,06                   | 18 мая 2015  | 7,75                   | 2014-15  | #44  | 9,91                   |
| 6     | Среда 20:30 (эпизоды 1-6) Понедельник 20:00 (эпизоды 7-13)     | 13              | 6 января 2016    | 6,73                   | 16 мая 2016  | 8,45                   | 2015-16  | #51  | 8,46                   |

## Награды и номинации
| Год  | Премия       | Категория                                                       | Результат |
| ---- | ------------ | --------------------------------------------------------------- | --------- |
| 2011 | Выбор народа | Любимая новая TV комедия                                        | Номинация |
| 2011 | Эмми         | Лучшая женская роль в комедийном телесериале — Мелисса Маккарти | Победа    |
| 2012 | Эмми         | Лучшая женская роль в комедийном телесериале — Мелисса Маккарти | Номинация |